# Phjonjuk
A phjonjuk (hangul: 편육, handzsa: 片肉, RR: pyeonyuk) disznósajthoz hasonló koreai étel, főtt marha- vagy sertéshúsból készül. A puhára főzött, különféleképp ízesített húst kendőbe bugyolálják, majd nehezékkel összelapítják. Az így formázott húst vékonyra szeletelik.

## Készítése
Marhahús esetén leginkább szegyhúsból készítik, sertés esetén hasaalja-szalonnából, dagadóból, tarjából. Felhasználható még a szarvasmarha elsőlábszára, a tüdő,  a fej, a nyelv, a herék is. Az enyhén sós főzővíz ízesítése családonként változó lehet, használhatnak hozzá töndzsang (doenjang)ot, szodzsu (soju)t, szakét vagy bort, paprikát, de még őrölt kávét is.
A puhára főzött, kendőbe bugyolált húst nehezékkel kilapítják, majd felszeletelik. Ecetes szójaszósszal vagy szeudzsot (saeujeot)szósszal tálalják. Az éttermekben kotcsori (geotjori)val (frissen készített kimcshi (kimchi)) és halszósszal szolgálják fel. A kimdzsang (kimjang) (kimcshi (kimchi)készítés) időszakában a menü elengedhetetlen részét képezi. Sszam (Ssam)ként is lehet fogyasztani, azaz salátalevélbe vagy kínai bazsalikom levelébe tekerve. Nengmjon (Naengmyeon)nal (hideg tésztaleves) is szokás tálalni.